# (2660) Wasserman
(2660) Wasserman (1982 FG) – planetoida z grupy pasa głównego asteroid okrążająca Słońce w ciągu 4,24 lat w średniej odległości 2,62 j.a. Odkryta 21 marca 1982 roku.